# Karl Wenders
Karl Wenders (* 22. Februar 1841 in Erkrath; † 5. Juni 1905 in Düsseldorf) war Bürgermeister der Stadt Neuss und Mitglied des Deutschen Reichstages.
Nach dem Besuch des Gymnasiums in Düsseldorf studierte er Rechtswissenschaften an den Universitäten Bonn, Heidelberg und München. 1864 wurde er Referendar beim Landgericht in Düsseldorf. Bereits ein Jahr später wurde er zum Beigeordneten der Stadt Düsseldorf gewählt, diese Position hatte er bis 1877 inne. Von 1878 bis 1898 vertrat er den Wahlkreis Düsseldorf in der 2. Kammer des Preußischen Abgeordnetenhauses. 1882 bis 1890 war er Bürgermeister der Stadt Neuss.
1890 wurde er als Abgeordneter des Wahlkreises Düsseldorf 4 (Stadt- und Landkreis Düsseldorf) in den Deutschen Reichstag gewählt, wo er sich der Fraktion des Zentrums anschloss. Dem Reichstag gehörte er bis 1898 an.
In Neuss ist zu seinen Ehren der „Wendersplatz“ benannt worden.